# Liste der Palazzi des Welterbes Le Strade Nuove und die Palazzi dei Rolli in Genua

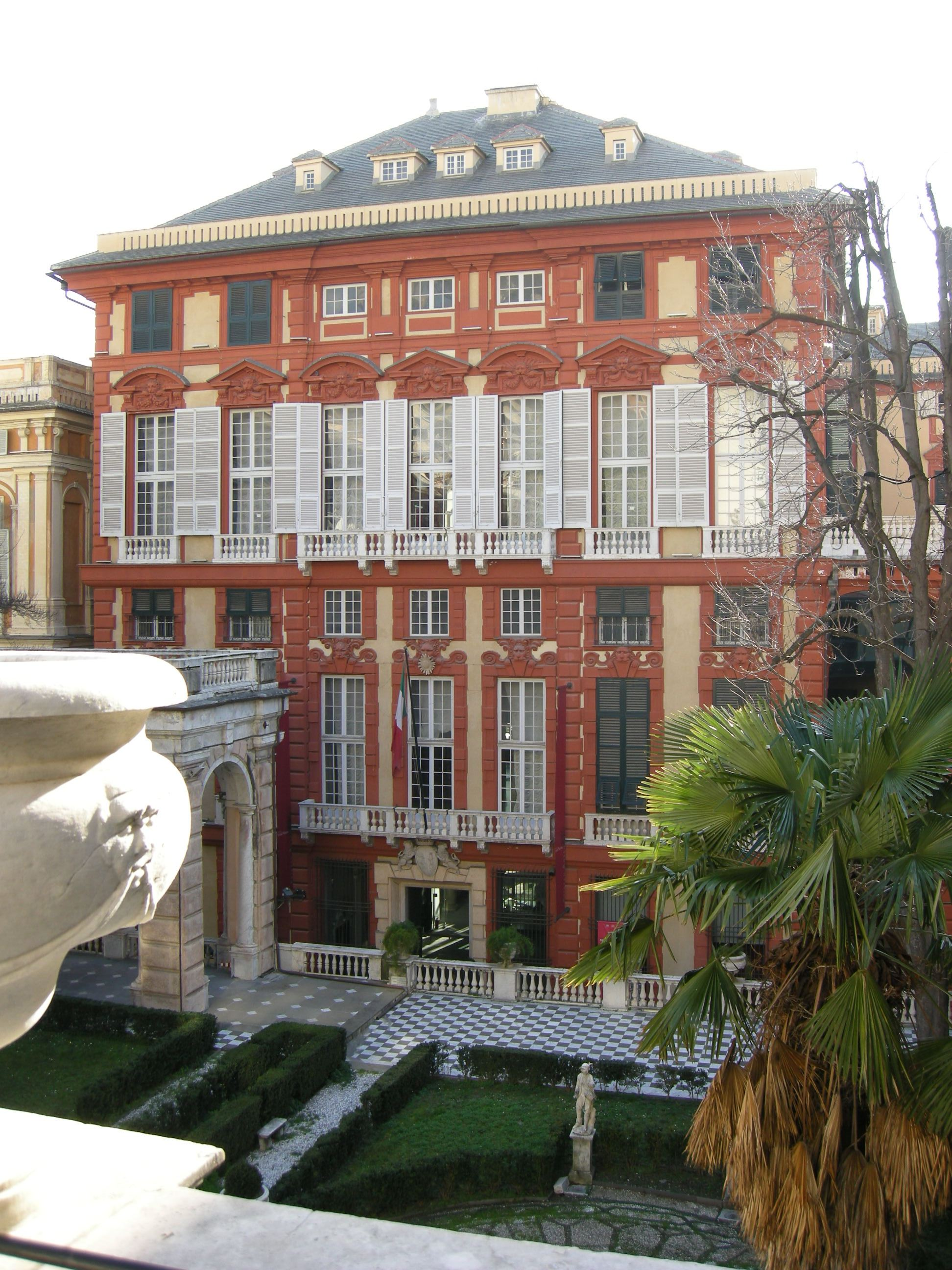
Palazzo Ridolfo e Giovanni Francesco Brignole Sale (Palazzo Rosso)

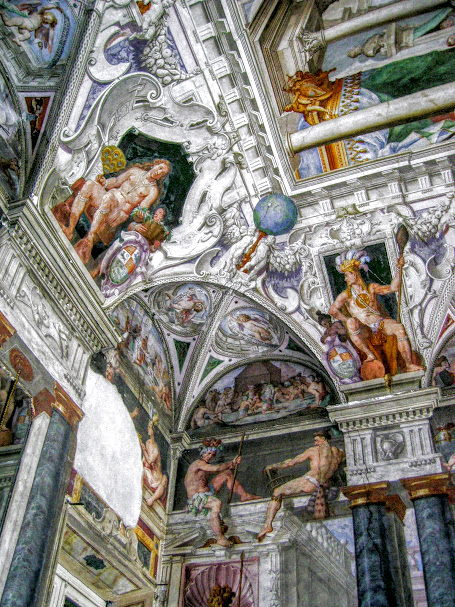
Scheinarchitektur im Palazzo Antoniotto Cattaneo

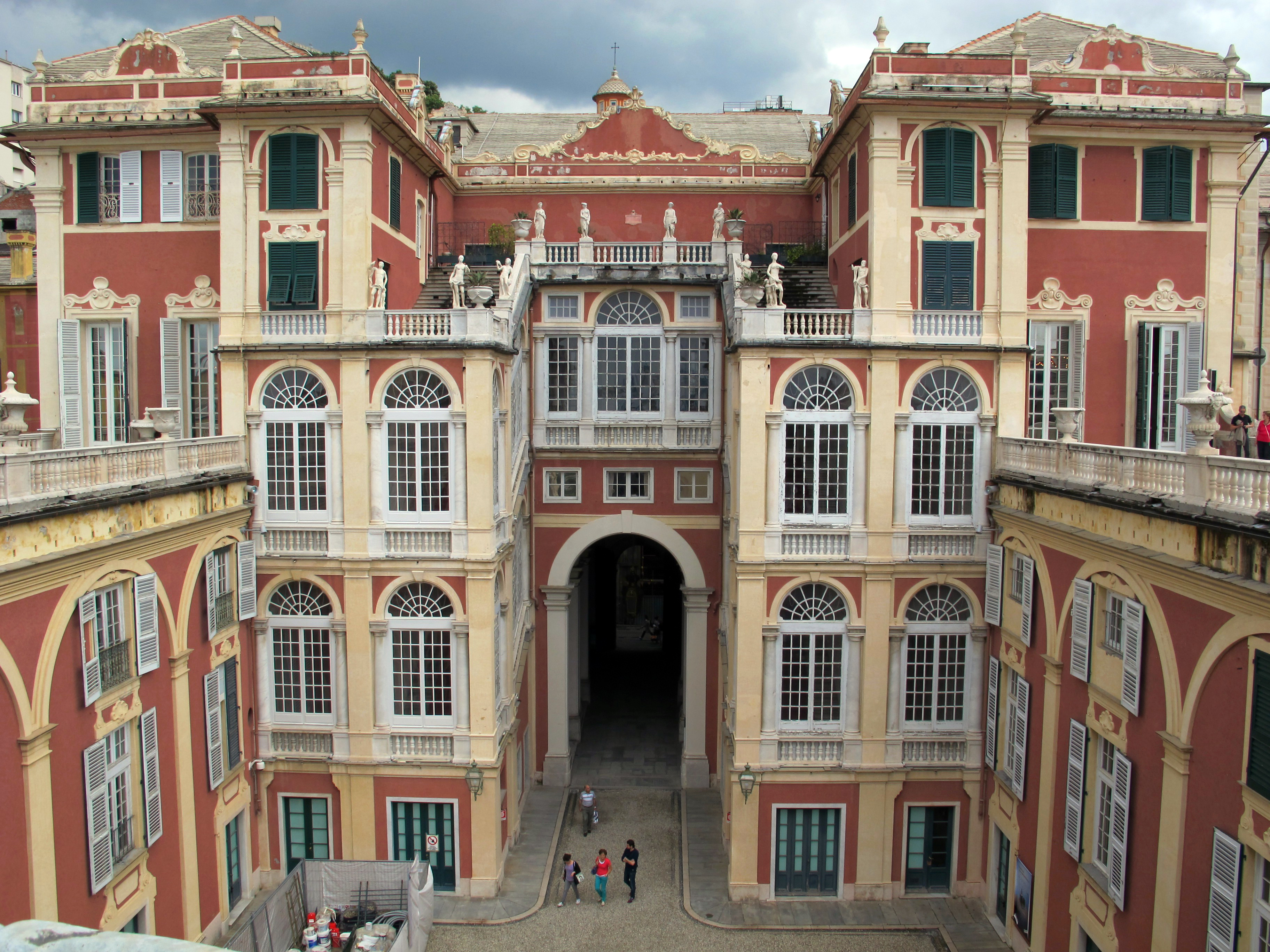
Palazzu Reale, rückwärtige Ansicht

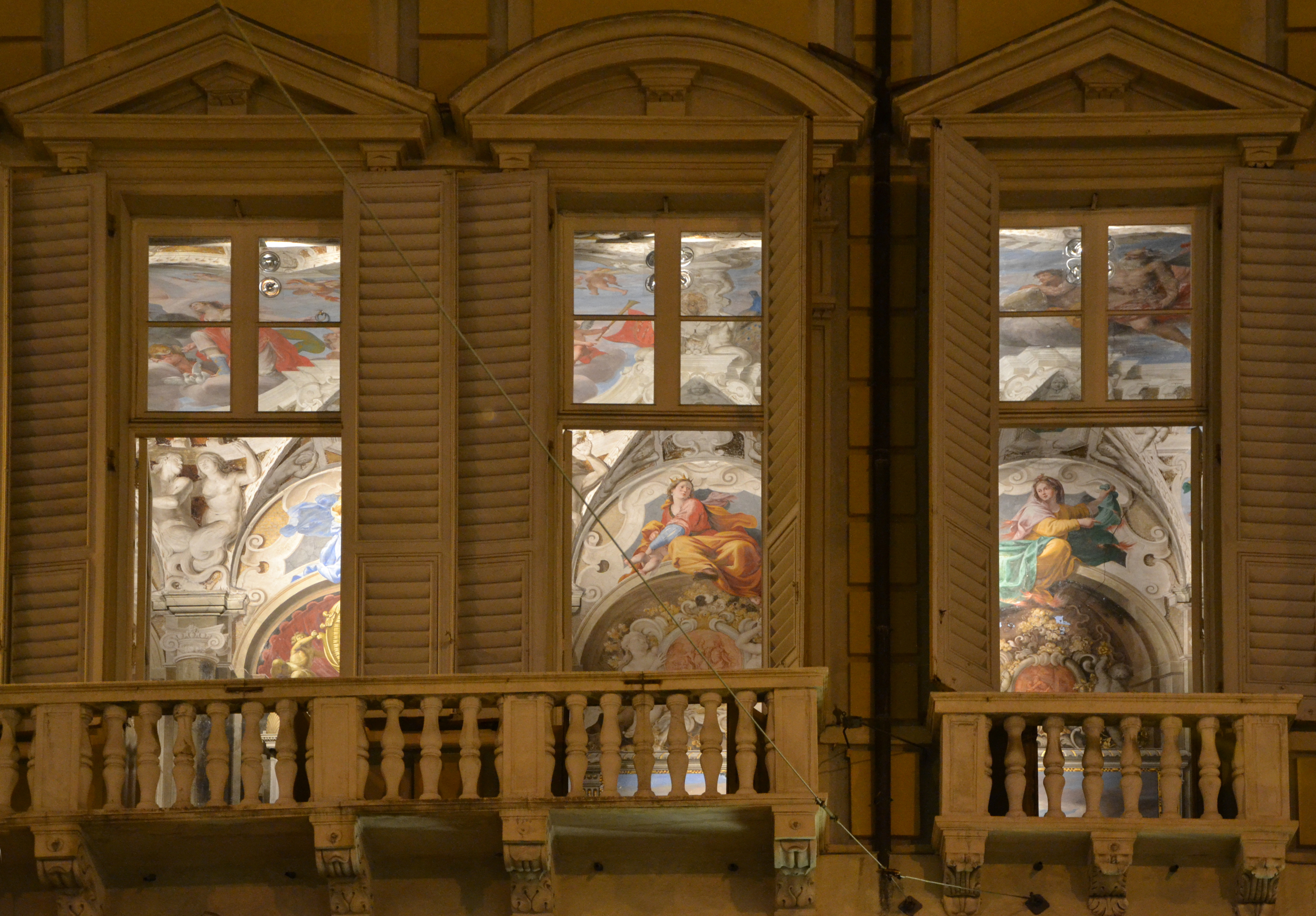
Palazzo Agostino Ayrolo: Blick durchs Fenster auf den „Ruhm der Familie Negrone“ von Domenico Parodi

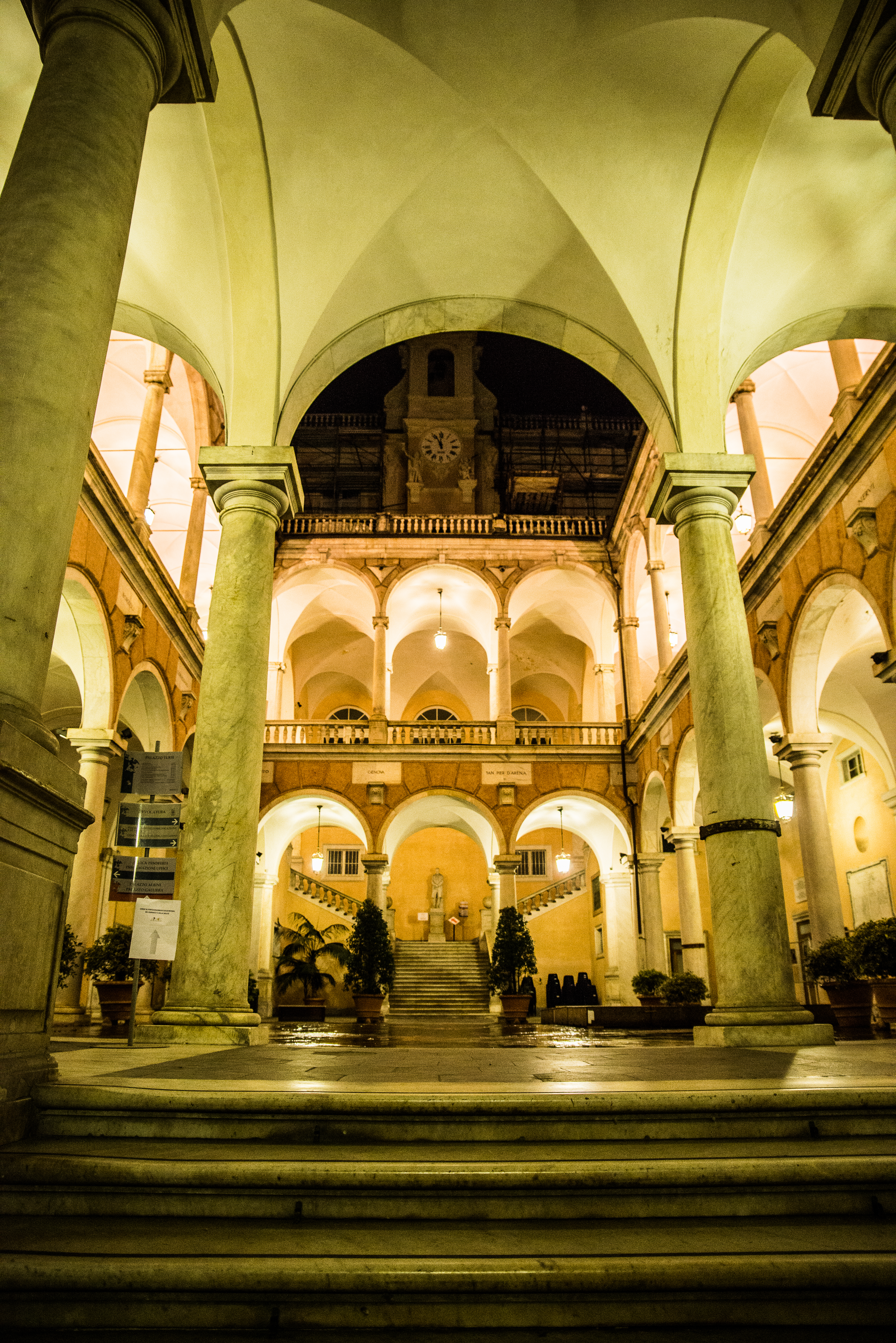
Hof des Palazzo Niccolò Grimaldi

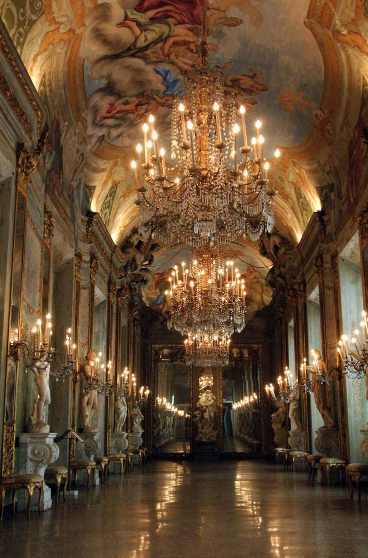
Galerie im Palazzo Stefano Balbi (heute: Palazzo Reale)

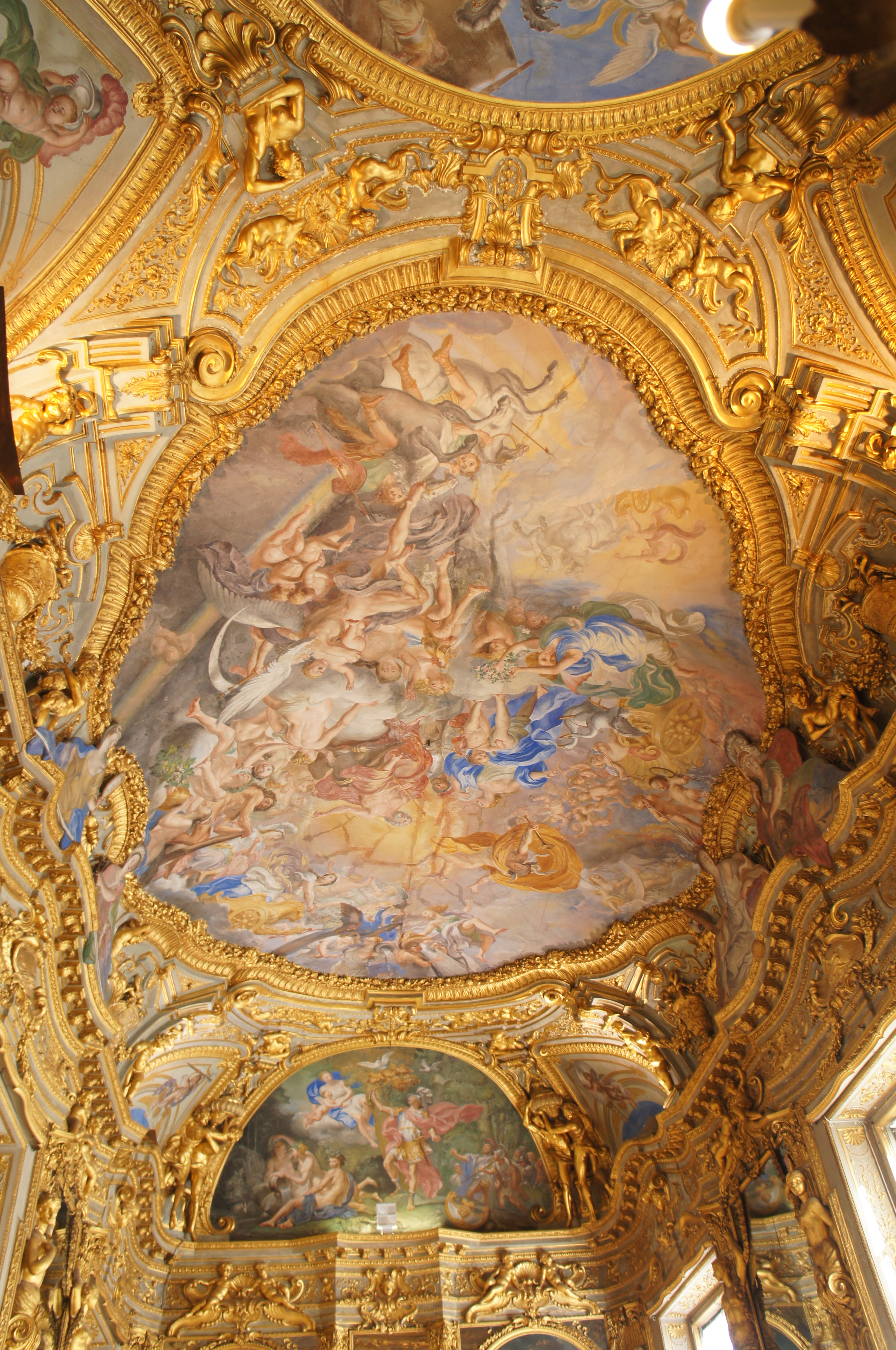
„Vergoldete Galerie“ im Palazzo Tobia Pallavicino

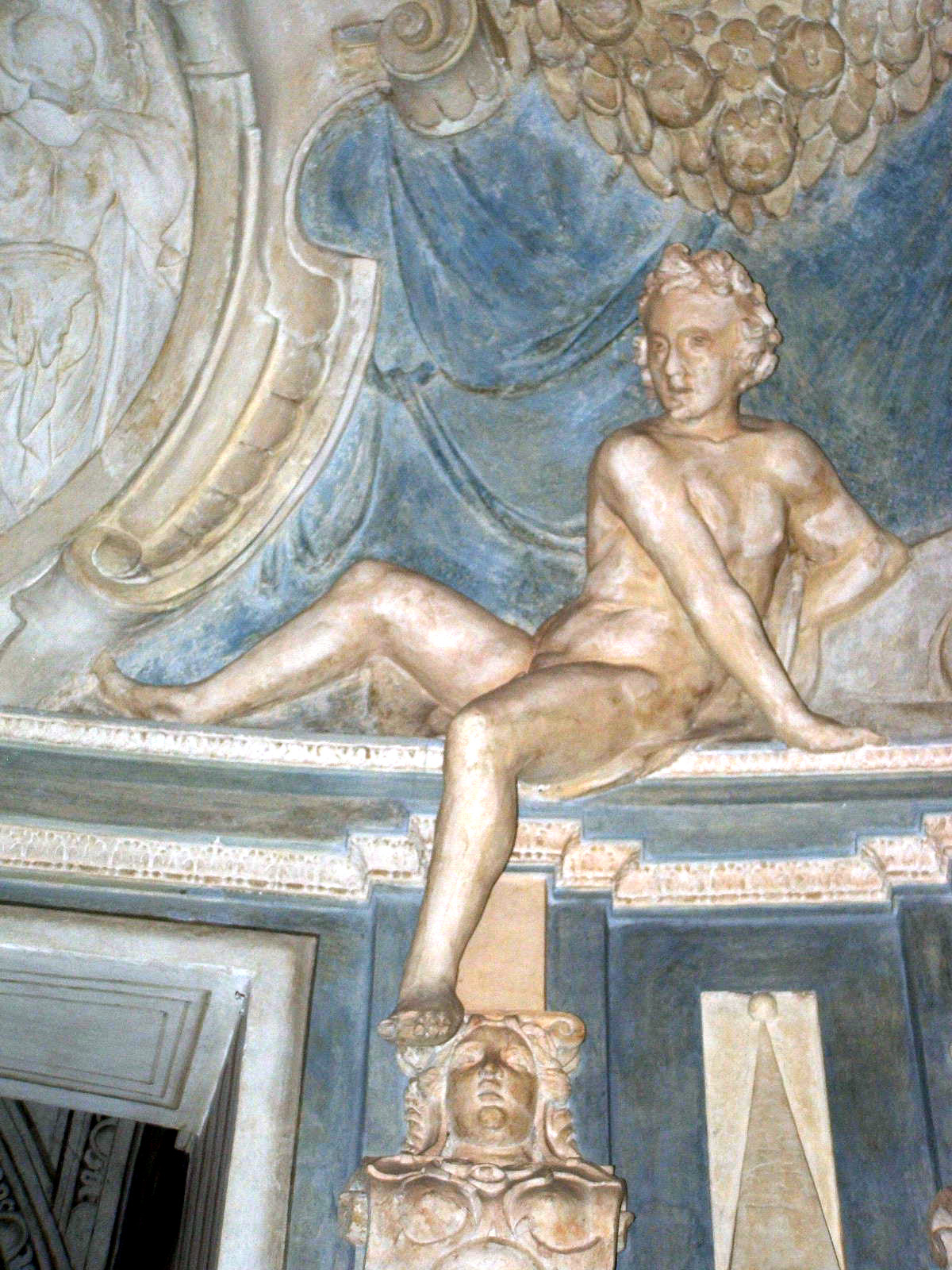
Putto in der Eingangshalle des Palazzo Nicolosio Lomellino

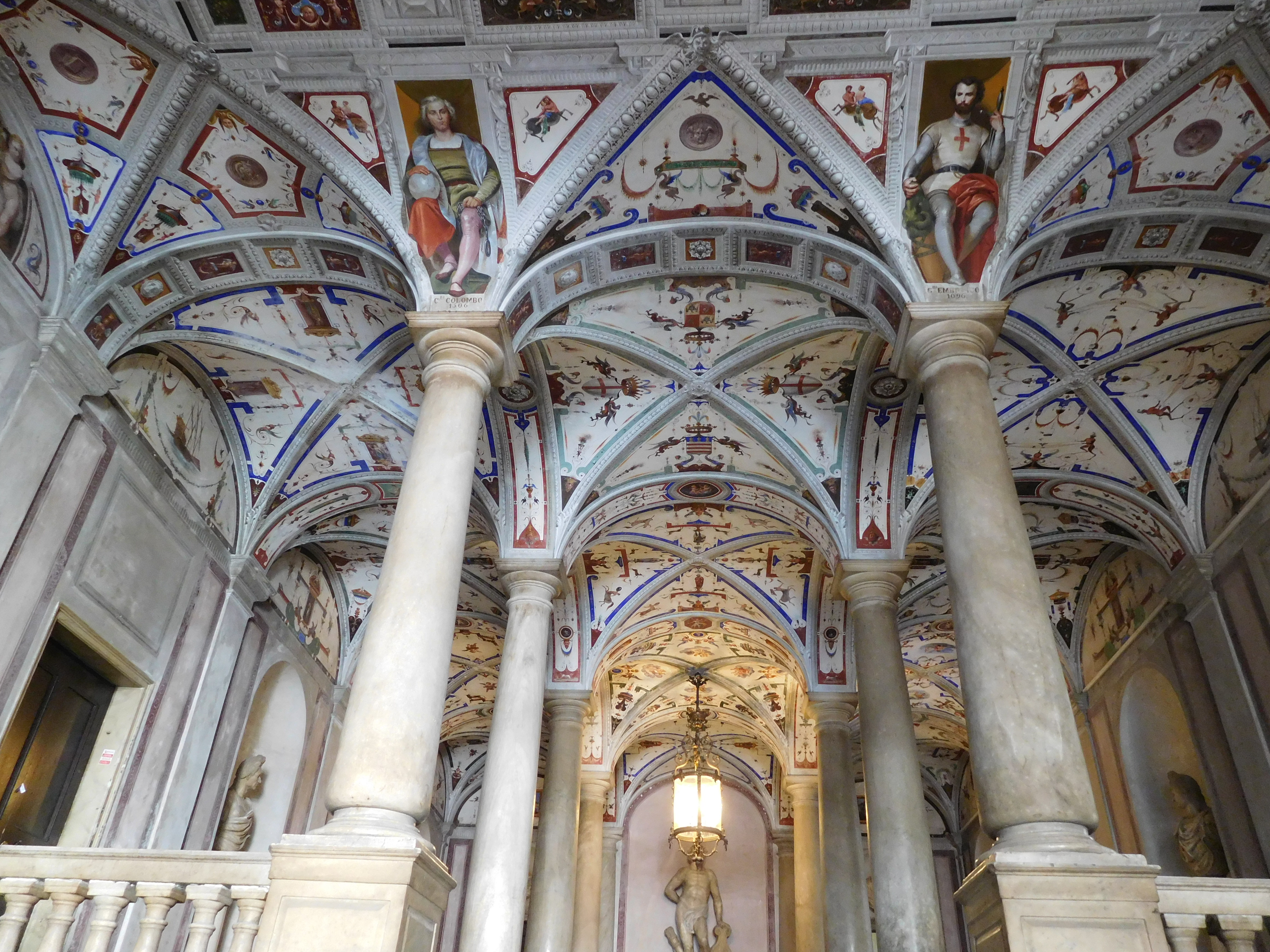
Treppenaufgang Palazzo Giovanni Carlo Brignole

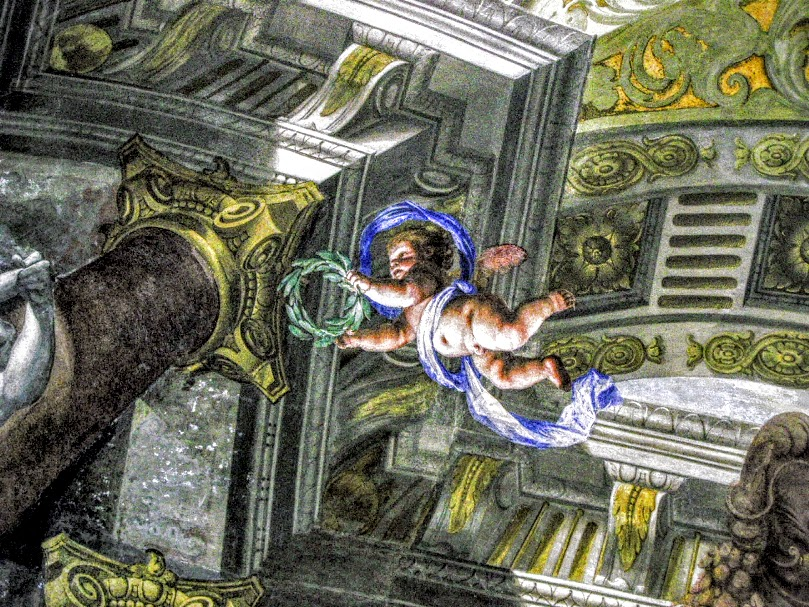
Detail aus dem Fresko Apollo und den Musen im Palazzo di Giacomo e Pantaleo Balbi

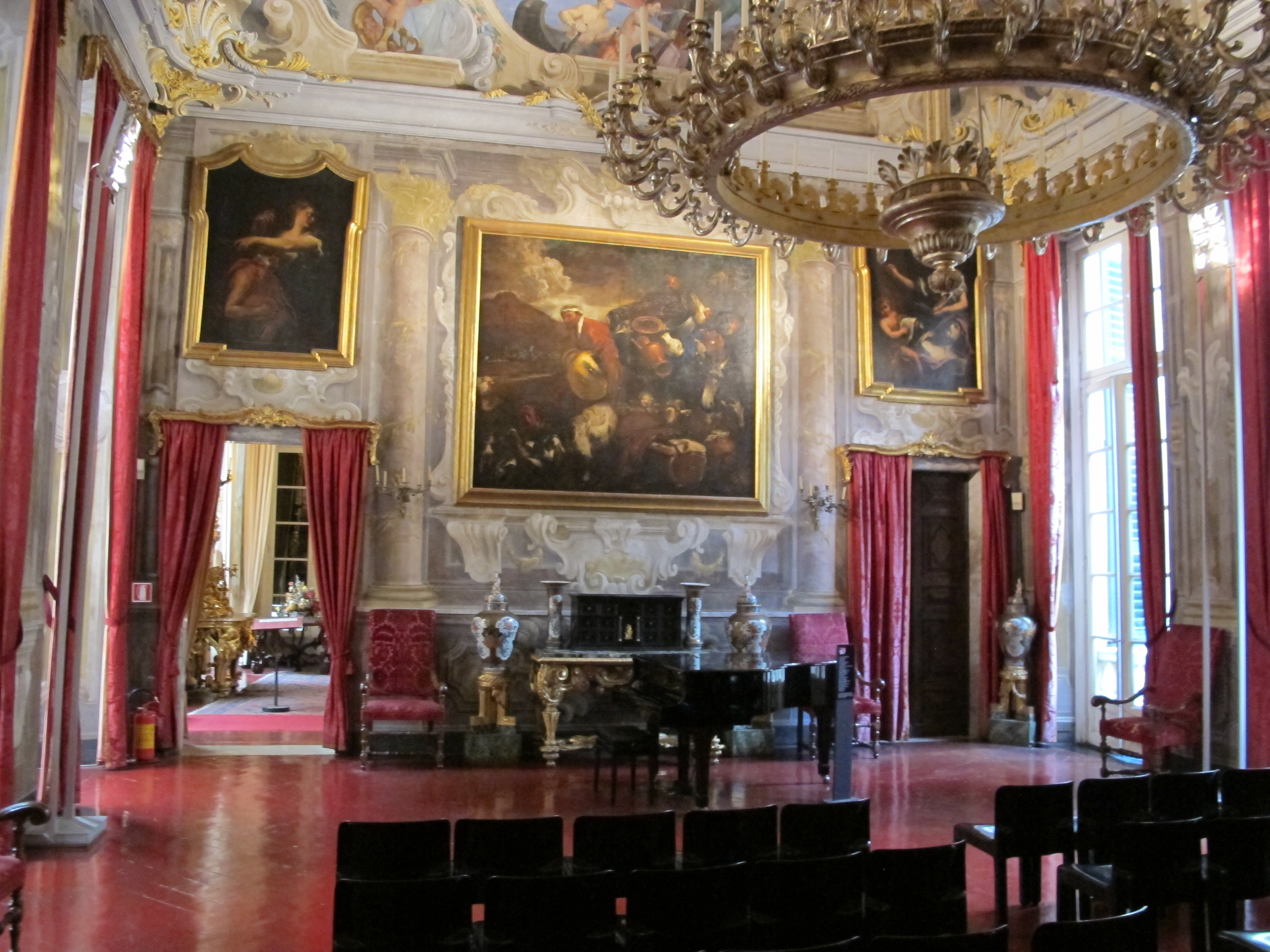
Wohnraum im Palazzo di Francesco Grimaldi

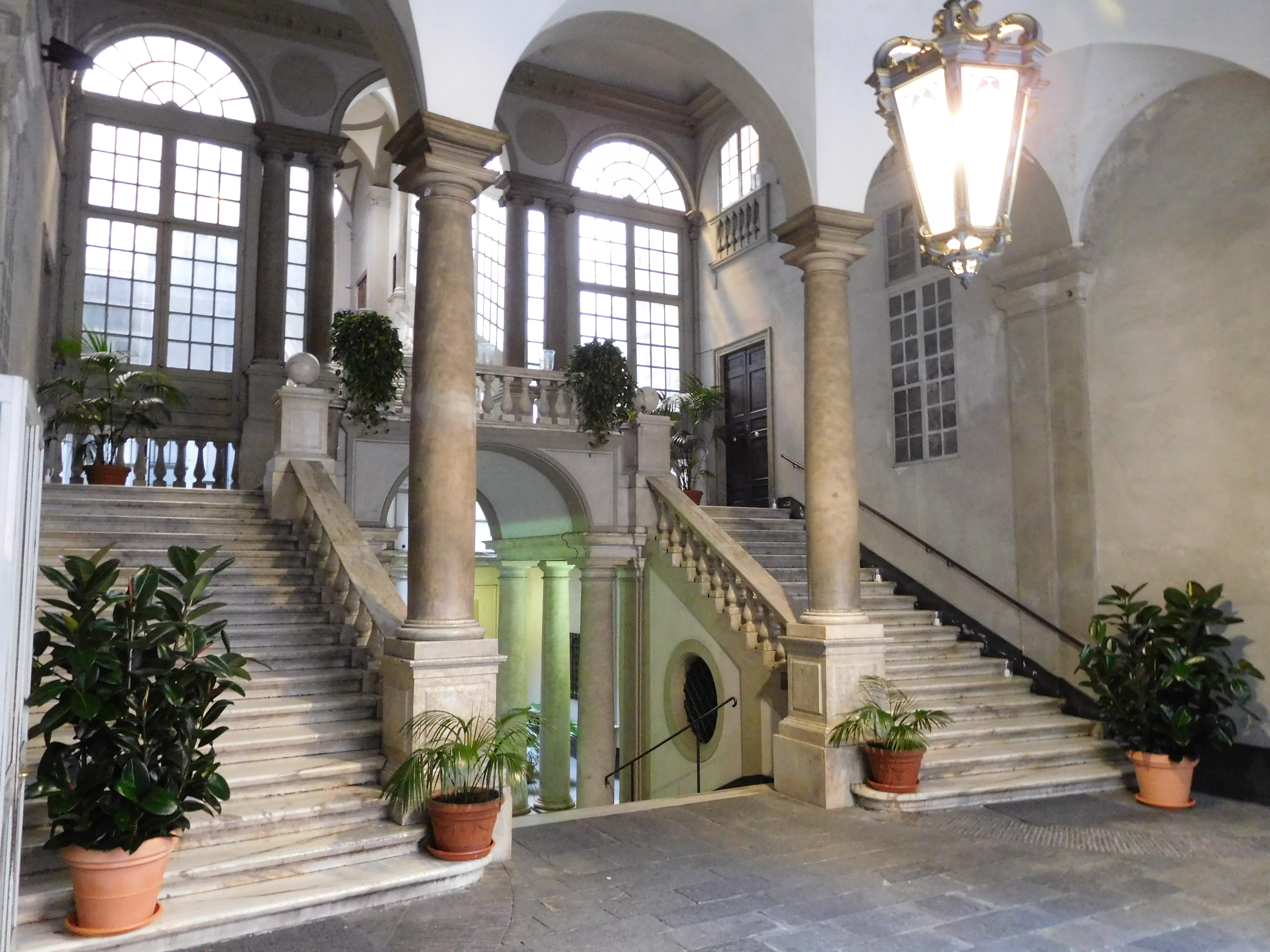
Treppenaufgang Palazzo Stefano Lomellini

Die Liste der Palazzi des Welterbes Le Strade Nuove und die Palazzi dei Rolli in Genua enthält die 42 Palazzi dei Rolli in dem Gebäude- und Straßenensemble der Strade Nuove  in Genua, die zum Welterbe Genova, le Strade Nuove e il Sistema dei Palazzi dei Roll (deutsch Genua: Die neuen Straßen und die Palazzi der Rolli) der UNESCO gehören. 

## Bezirk
| Bezeichnung der UNESCO                             | Gängige oder alternative Bezeichnung          | Architekt                                                | Baujahr                                           | Heutige Nutzung                                   | Anmerkung |
| -------------------------------------------------- | --------------------------------------------- | -------------------------------------------------------- | ------------------------------------------------- | ------------------------------------------------- | --- |
| Palazzo Agostino Ayrolo                            | Palazzo Ayrolo Negrone Palazzo Negrone        | unbekannt, Bartolomeo Bianco 1634 (Umbau)                | 16. Jh.                                           |                                                   | Aus mehreren zusammengelegten Häusern entstanden; nicht öffentlich zugänglich                                                                 |
| Palazzo Agostino Pallavicino                       | Palazzo Cambiaso                              | Bernardino Cantone                                       | 1558–1560/1565                                    | Bank                                              | Bei Peter Paul Rubens dokumentiert |
| Palazzo di Ambrogio De Nigro                       |                                               | unbekannt                                                | 1568–1572                                         | Büros der öffentlichen Verwaltung                 | Bei Peter Paul Rubens dokumentiert |
| Palazzo Angelo Giovanni Spinola                    |                                               | Giovanni Ponzello                                        | ab 1558                                           | Bank                                              | Bei Peter Paul Rubens dokumentiert; nicht öffentlich zugänglich                                                                               |
| Palazzo Antonio Doria                              | Palazzo Doria Spinola                         | unbekannt                                                | 1541–43                                           | Präfektur der Metropolitanstadt Genua             | Bei Peter Paul Rubens dokumentiert |
| Palazzo Antoniotto Cattaneo                        | Palazzo Francesco De Ferrari Palazzo Belimbau | Andrea Ceresola (Umbau 1604–1611)                        | vor 1594 Umbau 1604–1611                          | Universität Genua                                 | Nicht öffentlich zugänglich |
| Palazzo Baldassarre Lomellini                      |                                               | Giovanni Ponzello                                        | 1562–1567                                         |                                                   | Bei Peter Paul Rubens dokumentiert |
| Palazzo Bartolomeo Lomellino                       |                                               | unbekannt                                                | 1565–1570                                         |                                                   | Bei Peter Paul Rubens dokumentiert Durch massive Umbauten Ende des 19. Jhs. ist nur der Innenhof noch aus der Ursprungszeit erhalten.         |
| Palazzo di Cipriano Pallavicini                    |                                               | unbekannt                                                | 1540–1544 (Hauptbauphase); ab 1841 massiver Umbau | private Wohnnutzung                               | Entstand aus zwei älteren, zusammengelegten Gebäuden. Bei Peter Paul Rubens dokumentiert. nicht öffentlich zugänglich                         |
| Palazzo Clemente della Rovere                      |                                               | unbekannt                                                | 1580/1581                                         | Wohn- und Büronutzung                             | Bei Peter Paul Rubens dokumentiert; nicht öffentlich zugänglich                                                                               |
| Palazzo Cosmo Centurione                           |                                               |                                                          | vor 1599                                          | Büroraum der Verwaltung                           | nicht öffentlich zugänglich |
| Palazzo di Croce De Marini                         |                                               | unbekannt                                                | 16. Jh.                                           | Wohn- und Büronutzung                             | nicht öffentlich zugänglich |
| Palazzo di Emanuele Filiberto Di Negro             | Palazzo [di] Pietro Maria Gentile             | unbekannt                                                | vor 1576                                          | Geschäfte, Büros und Wohnungen                    | Im 19. Jahrhundert erheblich umgebaut nicht öffentlich zugänglich                                                                             |
| Palazzo Ridolfo e Giovanni Francesco Brignole Sale | Palazzo Rosso                                 | Pietro Antonio Corradi                                   | 1671–1677                                         | Museum: Kunstsammlung Brignole Sale               | Der Palazzo ist kein Palazzi dei Rolli, gehört aber zum Welterbe der UNESCO „Genoa: Le Strade Nuove and the system of the Palazzi dei Rolli“. |
| Palazzo di Francesco Grimaldi                      | Palazzo Spinola di Pellicceria                | unbekannt                                                | vor 1593                                          | Galleria nazionale di palazzo Spinola             | Bei Peter Paul Rubens dokumentiert |
| Palazzo di Francesco Maria Balbi Piovera           |                                               | Pietro Antonio Corradi                                   | 1658–1665                                         | Universität Genua                                 | Massive Umbauten im 19. Jahrhundert nicht öffentlich zugänglich                                                                               |
| Palazzo Franco Lercari                             | Palazzo Lercari-Parodi                        | unbekannt                                                | 1571–1578                                         | Wohnungen und Büros                               | Bei Peter Paul Rubens dokumentiert; nicht öffentlich zugänglich                                                                               |
| Palazzo Gerolamo Grimaldi                          | Palazzo della Meridiana                       | Bernardino Cantone da Cabio ?                            | 1536–1545                                         |                                                   | Bei Peter Paul Rubens dokumentiert |
| Palazzo di Giacomo e Pantaleo Balbi                | Palazzo Balbi-Senarega                        | Soprani Bartolomeo Bianco Pietro Antonio Corradi (Umbau) | 1618–1645 1649–1665 (Umbau)                       | Universität Genua Fachbereich Kunstgeschichte     | öffentlich zugänglich |
| Palazzo Giacomo Patrone Lomellini                  |                                               |                                                          | 1619–1623                                         | Kommandostab des italienischen Heeres in Ligurien | Es existierte ein Vorgängerbau aus dem 16. Jh. Bei Peter Paul Rubens dokumentiert; nicht öffentlich zugänglich                                |
| Palazzo Giacomo Spinola                            |                                               | unbekannt                                                | 1445–1459                                         | Banco di Sardegna                                 | nicht öffentlich zugänglich |
| Palazzo Gio Battista Centurione                    |                                               | Battista Cantone und Pier Filippo Cantone                | 1611–1615                                         | Geschäftshaus                                     | Bei Peter Paul Rubens dokumentiert; nicht öffentlich zugänglich                                                                               |
| Palazzo di Gio Battista Grimaldi                   | (Via San Luca)                                | Andrea Ceresola                                          | 1610                                              | Wohn-, Büro- und Geschäftshaus                    | Bei Peter Paul Rubens dokumentiert; nicht öffentlich zugänglich                                                                               |
| Palazzo di Gio. Battista Grimaldi                  | (Piazza San Luca)                             | unbekannt                                                | 16. Jahrhundert                                   |                                                   | nicht öffentlich zugänglich |
| Palazzo Gio Battista Spinola                       | Palazzo Andrea e Gio Batta Spinola            | Giovan Battista Castello                                 | 1563–1567                                         |                                                   | Bei Peter Paul Rubens dokumentiert; nicht öffentlich zugänglich                                                                               |
| Palazzo di Giorgio Centurione                      |                                               | Gaspare della Corte                                      | 1594 fertiggestellt                               |                                                   | nicht öffentlich zugänglich |
| Palazzo Giorgio Spinola                            |                                               | vor 1558                                                 | unbekannt                                         | Wohnungen und Büros                               | nicht öffentlich zugänglich |
| Palazzo Giovanni Agostino Balbi                    |                                               | ab 1618                                                  | Bartolomeo Bianco                                 |                                                   | Bei Peter Paul Rubens dokumentiert; nicht öffentlich zugänglich                                                                               |
| Palazzo Giovanni Carlo Brignole                    |                                               | Pietro Antonio Corradi Gregorio Petondi                  | (1626), 1671, 1778–1786                           |                                                   | |
| Palazzo Giovanni Francesco Balbi                   |                                               | unbekannt                                                | vor 1588                                          | Universität Genua                                 | öffentlich zugänglich |
| Palazzo Lazzaro und Giacomo Spinola                | Palazzo Cattaneo Adorno                       | unbekannt                                                | 1585–1588                                         |                                                   | Bei Peter Paul Rubens dokumentiert; nicht öffentlich zugänglich                                                                               |
| Palazzo Luca Grimaldi                              | Palazzo Bianco                                | Giacomo Viano Franco Albini (Wiederaufbau)               | 1711                                              | Museum: Kunstsammlung                             | Vorgängerbau: 1530–1540 |
| Palazzo Niccolò Grimaldi                           | Palazzo Doria Tursi                           | Domenico und Giovanni Ponsello                           | ab 1565                                           | Rathaus der Stadt Genua                           | Bei Peter Paul Rubens dokumentiert |
| Palazzo di Nicolò Spinola                          |                                               | unbekannt                                                |                                                   | Wohnungen und Geschäfte                           | Das Gebäude entstand aus dem Umbau mittelalterlicher Vorgängerbauten. nicht öffentlich zugänglich                                             |
| Palazzo Nicolosio Lomellino                        | Palazzo Podestà                               | Bernardino Cantone und Giovan Battista Castello          | 1563–1566                                         |                                                   | Bei Peter Paul Rubens dokumentiert |
| Palazzo Pantaleo Spinola                           |                                               | Bernardo Spazio Giovanni Pietro Orsolino                 | nach 1558 –nach 1563                              | Bank                                              | Bei Peter Paul Rubens als „Palazzo del Sig. Andrea Spinola“ bezeichnet; nicht öffentlich zugänglich                                           |
| Palazzo Paolo e Niccolò Interiano                  |                                               | unbekannt                                                | vor 1565                                          | Wohnnutzung                                       | Bei Peter Paul Rubens als „Palazzo G“ dokumentiert; nicht öffentlich zugänglich                                                               |
| Palazzo Stefano Balbi                              | Palazzo Reale                                 | Pier Francesco Cantone und Michele Moncino               | 1643–1650, mehrfach umgebaut und erweitert        | Nationalmuseum                                    | |
| Palazzo di Stefano De Mari                         |                                               | unbekannt                                                | 1584?; vor 1588                                   | Wohnungen                                         | nicht öffentlich zugänglich |
| Palazzo Stefano Lomellini                          | Palazzo Lomellini-Doria Lamba                 | Gregorio Pettondi                                        | (vor 1588) 1776–1786                              | Büros und Wohnungen                               | nicht öffentlich zugänglich |
| Palazzo Tobia Pallavicino                          | Palazzo Carrega-Cataldi                       | Giovan Battista Castello                                 | 1558–1561                                         | Handelskammer                                     | Bei Peter Paul Rubens als „Palazzo A“ bezeichnet                                                                                              |
| Palazzo Tomaso Spinola                             |                                               | Giovan Battista Castello, genannt Il Bergamasco          | 1558–1561                                         | Bürogebäude                                       | nicht öffentlich zugänglich |